# Antoine Remy Polonceau
Antoine Remy Polonceau (ur. 1778 w Reims, zm. 1847) – francuski inżynier, specjalizujący się w budowie dróg. Autor prac z zakresu budownictwa i mechaniki. W 1801 roku zbudował drogę przez przełęcz Simplon w Alpach. Jako pierwszy, bo już w 1830 roku, użył walców drogowych.
Zaprojektował on most w Paryżu Pont du Carousel.

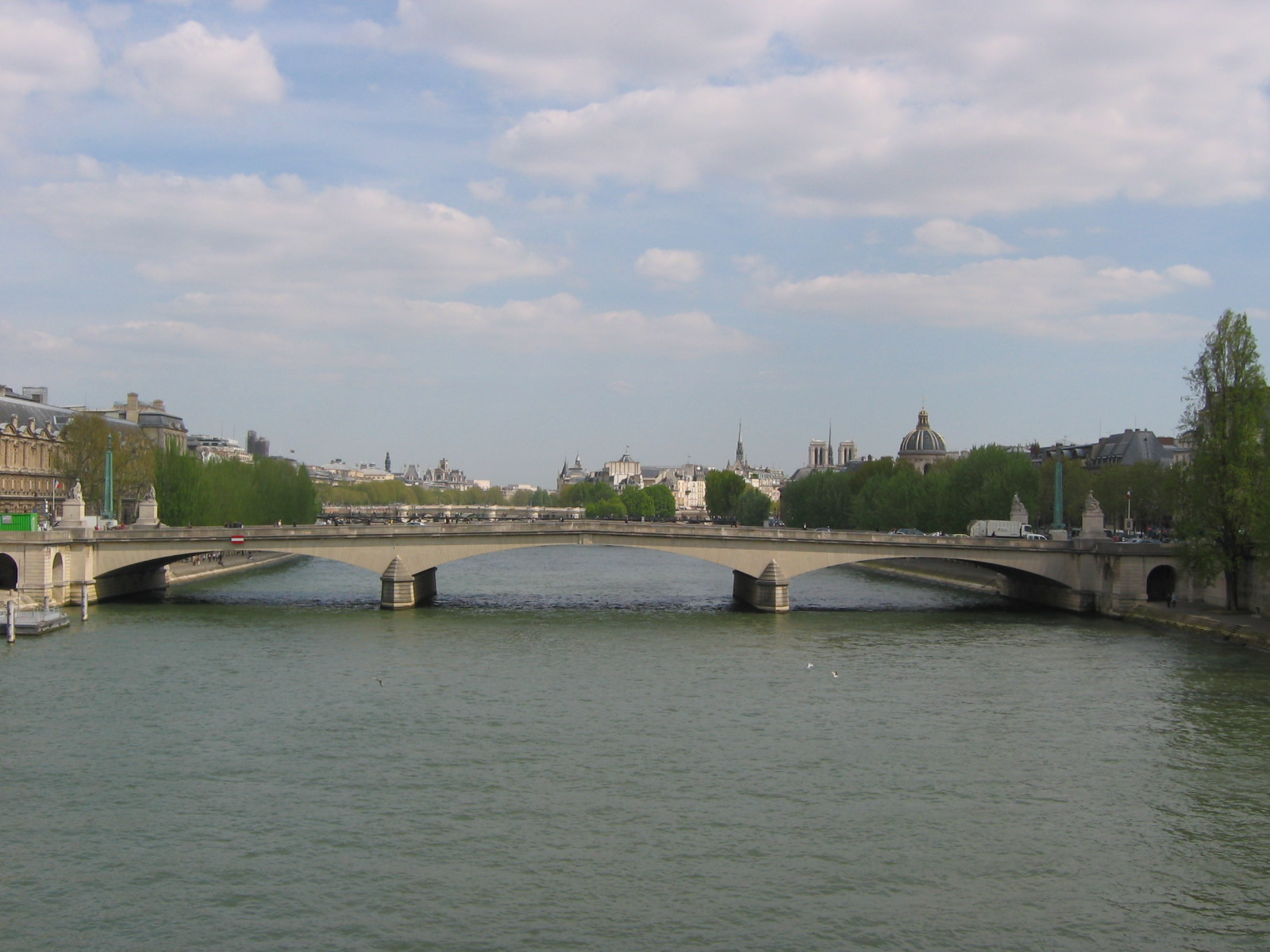
Most Pont du Carousel zaprojektowany przez Polonceau